# Bone Collector
Pour plus de détails, voir Fiche technique et Distribution.
Bone Collector ou Le Désosseur au Québec (The Bone Collector) est un film américain réalisé par Phillip Noyce, sorti en 1999. Il s'agit de l'adaptation du roman Le Désosseur de Jeffery Deaver.
Le film recevant des critiques mitigées, mais fut un succès commercial gagnant 151,5 millions de dollars pour un budget de 48 millions de dollars.

## Synopsis
Lincoln Rhyme est un célèbre expert en criminologie de la police new-yorkaise. Lors d'une intervention sur le lieu d'un crime, il a un grave accident neurologique. Devenu tétraplégique et épileptique, il est confiné à son domicile sur un lit médicalisé spécial, et entouré d'aides électroniques.
Quatre ans plus tard, Lincoln Rhyme continue à conseiller et aider ses collègues. Il survit grâce à son auxiliaire de vie, la puissante et dévouée Thelma. Un couple de riches New-yorkais est enlevé par un criminel déguisé en chauffeur de taxi. La première personne arrivée sur la scène de crime est Amelia Donaghy. Cette jeune policière est la fille d'un policier d'origine irlandaise, qui s'est suicidé avec son arme de service. Malgré son inexpérience, Amelia a agi d'instinct, comme un vrai policier-légiste doué, méthodique, intelligent et intuitif. Elle réussit même à arrêter un train Amtrak qui allait disperser les indices, récolte et photographie minutieusement les objets saugrenus et obsolètes volontairement laissés à titre d'indications par le tueur pervers. Admiratif, Lincoln Rhyme exige que sa jeune collègue devienne ses yeux, ses mains et ses jambes sur les lieux des différents crimes que le tueur continue à perpétrer et à mettre en scène.

## Fiche technique
Sauf indication contraire, les informations mentionnées dans cette section peuvent être confirmées par la base de données cinématographiques IMDb,  présente dans la section « Liens externes ».
- Titre original : The Bone Collector
- Titre français : Bone Collector
- Titre québécois : Le Désosseur
- Réalisation : Phillip Noyce
- Scénario : Jeremy Iacone, d'après le roman Le Désosseur de Jeffery Deaver
- Musique : Craig Armstrong
- Direction artistique : Claude Paré
- Décors : Nigel Phelps
- Costumes : Odette Gadoury
- Photographie : Dean Semler
- Montage : William Hoy
- Production : Michael Bregman, Martin Bregman, Louis A. Stroller
- Sociétés de production : Columbia Pictures, Universal Pictures et Bregman Productions
- Sociétés de distribution : Universal Pictures (États-Unis), TriStar (International)
- Budget : 48 millions de dollars[1]
- Pays de production :  États-Unis
- Langue originale : anglais
- Format : couleur - 35 mm super 35 - 2,35:1
- Genre : thriller, policier
- Durée : 118 minutes
- Dates de sortie : 
  - Canada : 29 août 1999
  - États-Unis : 2 novembre 1999 (avant-première) ; 5 novembre 1999 (sortie nationale)
  - France : 26 janvier 2000
- Interdit aux moins de 12 ans lors de sa sortie en salles en France

## Distribution
- Denzel Washington (VF : Emmanuel Jacomy ; VQ : Jean-Luc Montminy) : Lincoln Rhyme
- Angelina Jolie (VF : Annie Milon ; VQ : Hélène Mondoux) : Amelia Donaghy
- Queen Latifah (VF : Cyliane Guy ; VQ : Sophie Faucher) : Thelma
- Ed O'Neill (VF : François Siener ; VQ : Benoît Rousseau) : l'inspecteur Paulie Sellitto
- Michael Rooker (VF : Bernard-Pierre Donnadieu ; VQ : Jean-Marie Moncelet) : le capitaine Howard Cheney
- Mike McGlone (VF : Gabriel Le Doze ; VQ : Gilbert Lachance) : l'inspecteur Kenny Solomon
- Luis Guzmán (VQ : Manuel Tadros) : Eddie Ortiz
- Leland Orser (VQ : Antoine Durand) : Richard Thompson / Marcus Andrews
- John Benjamin Hickey (VF : Luc Mitéran) : Dr Barry Lehman
- Bobby Cannavale (VF : Boris Rehlinger) : Steve, le petit-ami d'Amelia

 Source et légende : version française (VF) sur RS Doublage et version québécoise (VQ) sur Doublage QC 

## Production

### Développement
Le projet a vu le jour lorsque le producteur Martin Bregman a acquis les droits cinématographiques du roman de Jeffery Deaver du même nom. Phillip Noyce a été amené à réaliser. Jeremy Iacone a écrit l'adaptation du scénario ; tout en restant fidèle au matériel source de Deaver, Iacone a condensé l'intrigue "à trois meurtres" et s'est concentré sur la dynamique entre les personnages principaux. Le scénario ferait l'objet d'autres travaux lorsque Christopher Crowe a été amené à faire un polissage du scénario.
Universal Pictures a vendu la moitié des droits de distribution à Columbia Pictures, car le studio craignait de récupérer son argent. Noyce a conclu un accord avec le studio selon lequel si la production dépassait le budget, il paierait la différence de sa poche, et si elle descendait sous le budget, il pourrait garder la moitié.

### Casting
Lorsque le scénario a été écrit, le rôle de Lincoln Rhyme a été écrit avec Al Pacino à l'esprit, puisque Bregman avait été producteur sur les films précédents de Pacino comme Serpico, Un après-midi de chien, Scarface et L'Impasse. Cependant, Pacino n'était pas disponible en raison de son tournage de Révélations. Harrison Ford et Sean Connery ont également été suggérés par le studio, mais Noyce a choisi Denzel Washington dans le rôle principal.
En préparation de son rôle de tétraplégique, Washington a rencontré des tétraplégiques, dont Christopher Reeve, ainsi qu'un policier paralysé par une blessure par balle.
Pour le rôle d'Amelia Donaghy, Demi Moore et Nicole Kidman ont été considérées avant qu'Angelina Jolie ne soit choisie. D'autres rôles principaux seraient joués par Michael Rooker, Queen Latifah et Ed O'Neill.

### Tournage
Le tournage a lieu à New York et à Montréal, du 21 septembre au 11 décembre 1998.

## Accueil
Sur Rotten Tomatoes, le film détient une cote d'approbation de 30 % sur la base de 90 critiques, avec une note moyenne de 4,2/10. Le consensus des critiques du site indique : "Un casting talentueux est gaspillé sur une tentative fade d'un film de tueur en série plein de suspense." Metacritic a donné au film une note moyenne pondérée de 45 sur 100 sur la base de 33 critiques, indiquant des "critiques mitigées ou moyennes". Le public interrogé par CinemaScore a donné au film une note moyenne "B+" sur une échelle de A+ à F.
En France, les avis sont plutôt positifs sur Allociné où il obtient 11 critiques de presse française recensées est de 2,8 sur 5, et la note moyenne des critiques du public est de 3,3 sur 5.

## Différences avec le roman
On peut remarquer deux différences dans le film par rapport au roman :
- Dans le roman, la personne qui s'occupe de Lincoln Rhyme est un homme prénommé Thom alors que dans le film c'est une femme prénommée Thelma.
- Dans le roman, le nom de famille d'Amelia est Sachs, mais le réalisateur a changé son nom en Donaghy pour éviter une confusion avec le mot "sexe".

## Série télévisée
En 2019, le réseau NBC annonce travailler sur une adaptation télévisuelle en 10 épisodes, Lincoln : À la poursuite du Bone Collector, avec les acteurs Russel Hornsby et Arielle Kebbel, reprenant le rôle joué par Angelina Jolie dans le long métrage,,.
La série se veut plus proche du roman original, le personnage d'Amelia reprend notamment son nom de famille Sachs, comme dans le roman. Cependant, le personnage de l'aide soignante Claire dans la série se rapproche davantage du personnage du film, Thelma. Dans le roman, il s'agit d'un homme nommé Thom.

## Suite évoqué
En juin 2023, il a été rapporté qu'une suite était en préparation, Washington et Jolie reprenant leurs rôles, basé sur le 11e roman de la série de livres, "The Skin Collector".